# Hoofdweg (Amsterdam)
De Hoofdweg is een straat in Amsterdam-West. Aan de straat staan woongebouwen, veelal ontworpen in de stijl van de Amsterdamse School. 
De straat loopt van het Surinameplein naar het Bos en Lommerplein en ligt in de wijken de Baarsjes en Bos en Lommer. De straat kruist de Postjesweg, de Jan Evertsenstraat en de Jan van Galenstraat.

## Geschiedenis
De straat kreeg zijn naam in 1919, toen deze nog in de gemeente Sloten lag. De straat is zo genoemd naar haar functie: een brede, centrale weg door de nieuwbouwwijken, die door de gemeente Sloten gepland waren ten westen van de Kostverlorenvaart. De eerste relatief lage huizen met voortuinen werden in 1919 nog door Sloten gerealiseerd.
Na de annexatie van de gehele gemeente Sloten door Amsterdam in 1921 behield deze straat zijn naam. In 1925 werd de naam opnieuw vastgesteld door de gemeente Amsterdam.
De straat liep oorspronkelijk vanaf de rotonde van het Surinameplein noordwaarts naar het Mercatorplein en vormt de hoofdstraat van Plan West. Vanaf het Mercatorplein werd de straat verlengd tot aan de Erasmusgracht.
Het Mercatorplein is ontworpen met een bajonetontsluiting, zoals ook het Hoofddorpplein en het Stadionplein: dat wil zeggen dat de hoofdverbindingen aan het plein niet in elkaars verlengde liggen. Het noordelijk gedeelte van de Hoofdweg ligt dan ook westelijk verschoven ten opzichte van het verlengde van het eerste gedeelte.
In 1948 werd de straat verlengd vanaf de Erasmusgracht tot aan het Bos en Lommerplein. Aanvankelijk eindigde de weg hier in een (uitgestrekte) rotonde. In 2003 werd dit veranderd in een T-kruising met de Bos en Lommerweg, zodat vrijkomende ruimte aan beide zijden van de Hoofdweg kon worden gebruikt voor bebouwing.

## Water en bruggen
De Hoofdweg kruist over twee kanalenː
- Over de Postjeswetering (die langs de Postjeskade loopt) ligt brug 231, bekend als de Postjesbrug, oorspronkelijk van 1920, verbreed in 1954.
- Over de Erasmusgracht ligt de Saïdja en Adindabrug (brugnummer 162) sinds 1928 (met deze naam sinds 2006).

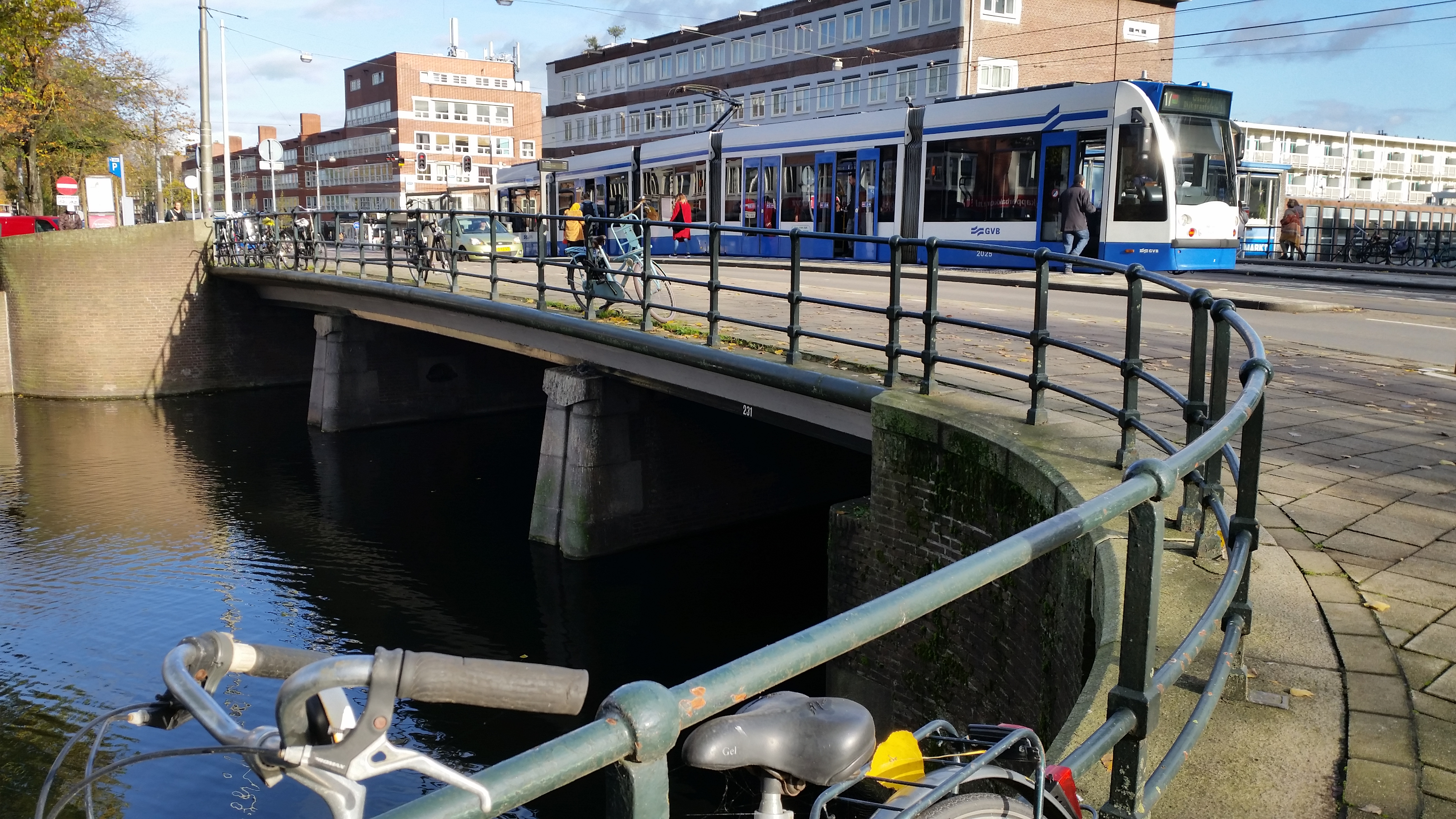
Brug 231
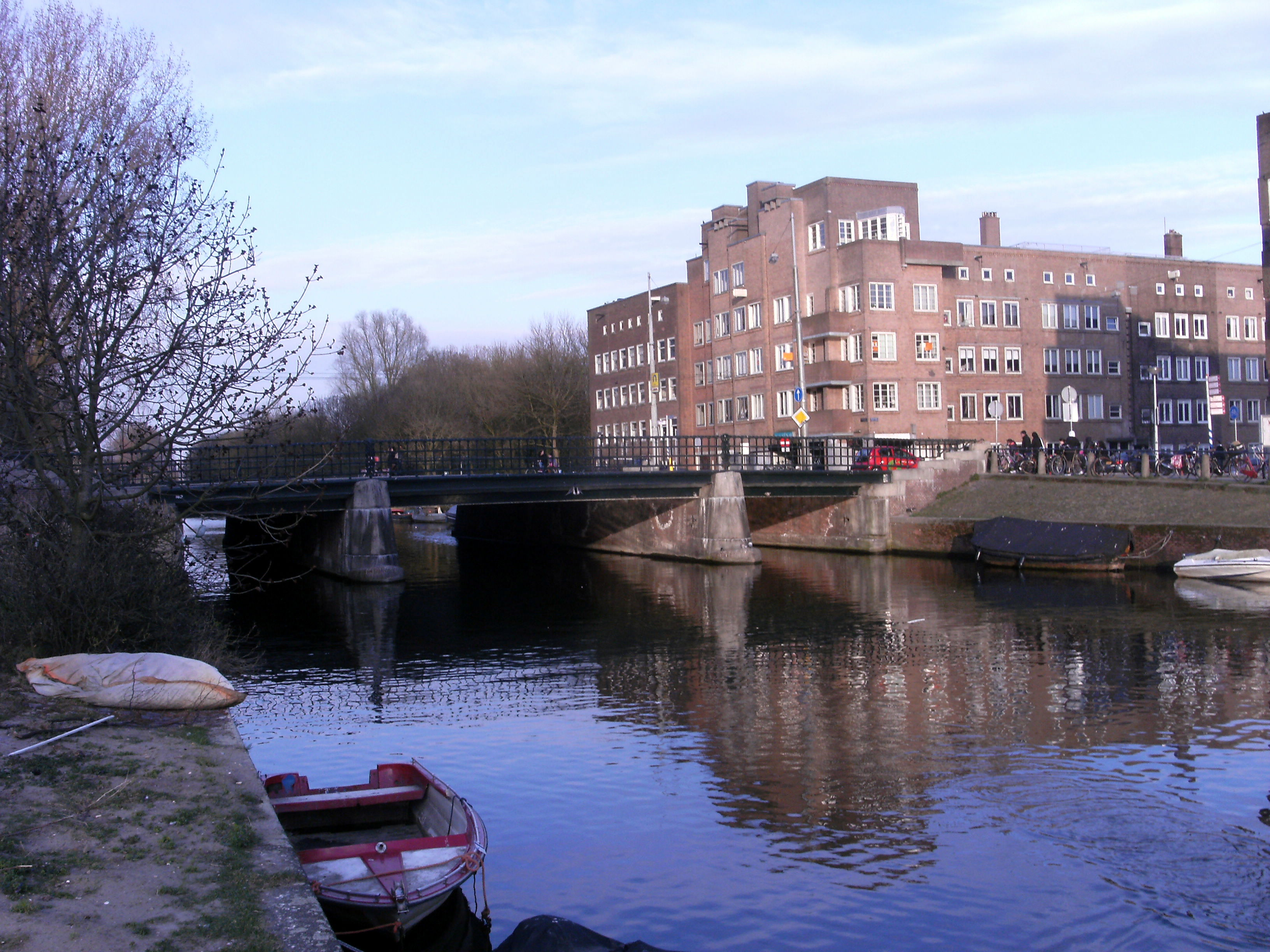
Saïdja en Adindabrug

## Erfgoed
Aan de straat liggen verscheidene rijksmonumenten en gemeentelijke monumenten, zoalsː 
- Mercatorplein 1-121/Hoofdweg 303-309 (etc.) (rijksmonument 527135),
- Hoofdweg 405-411/Jan van Galenstraat 184-188 (rijksmonument 531143).

## Openbaar vervoer
Tussen de Postjesweg en het Surinameplein rijdt sinds 1927 tramlijn 17 (tussen 1956 en 1962 buslijn 17).
Tussen het Mercatorplein en het Bos en Lommerplein reed sinds 1950 tramlijn 13. In 1989 werd zijn plaats ingenomen door tramlijn 7. Sindsdien kruist tram 13 de Hoofdweg op het Mercatorplein bij de Jan Evertsenstraat.
De sporen tussen Postjesweg en Mercatorplein werden van 1932-1944 en 1947 alleen gebruikt voor omleidingen, sinds 1948 ook voor remiseritten en sinds 2017 door tramlijn 7 (toen de tramroute over de Witte de Withstraat werd opgeheven). 
Buslijn 15 rijdt over de gehele Hoofdweg en bus 18 tussen het Mercatorplein en de Postjesweg. 
Sinds 2024 zijn er steeds (tijdelijke) omleidingen van deze lijnen wegens aanleg van de Oranje Loper en vernieuwing van straten in de omgeving.

## Kunst
In 2022 werd op een gebouw aan Hoofdweg 495-779 (bij het Bos en Lommerplantsoen) een huizenhoge muurschildering gezet onder de titel Samen bij De Boeg; De Boeg is een verzorgingstehuis en buurthuis in dit gebouw. Het werk is ontworpen door Richard Kofi. Daar tegenover staat al sinds 1960 tussen twee bouwblokken Oude en jonge arbeider van Han Wezelaar (bij de Elckerlijcstraat). 

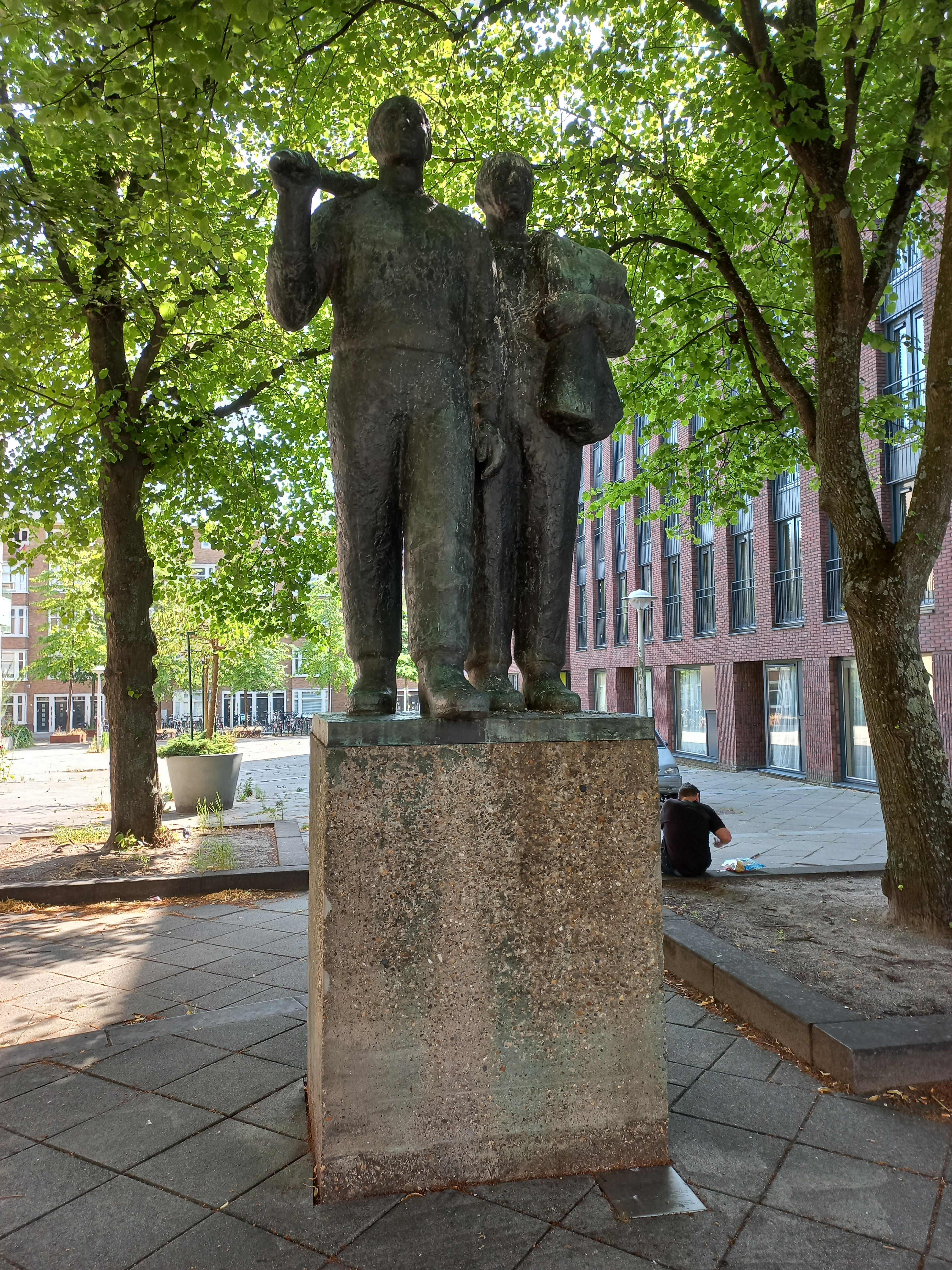
Oude en jonge arbeider
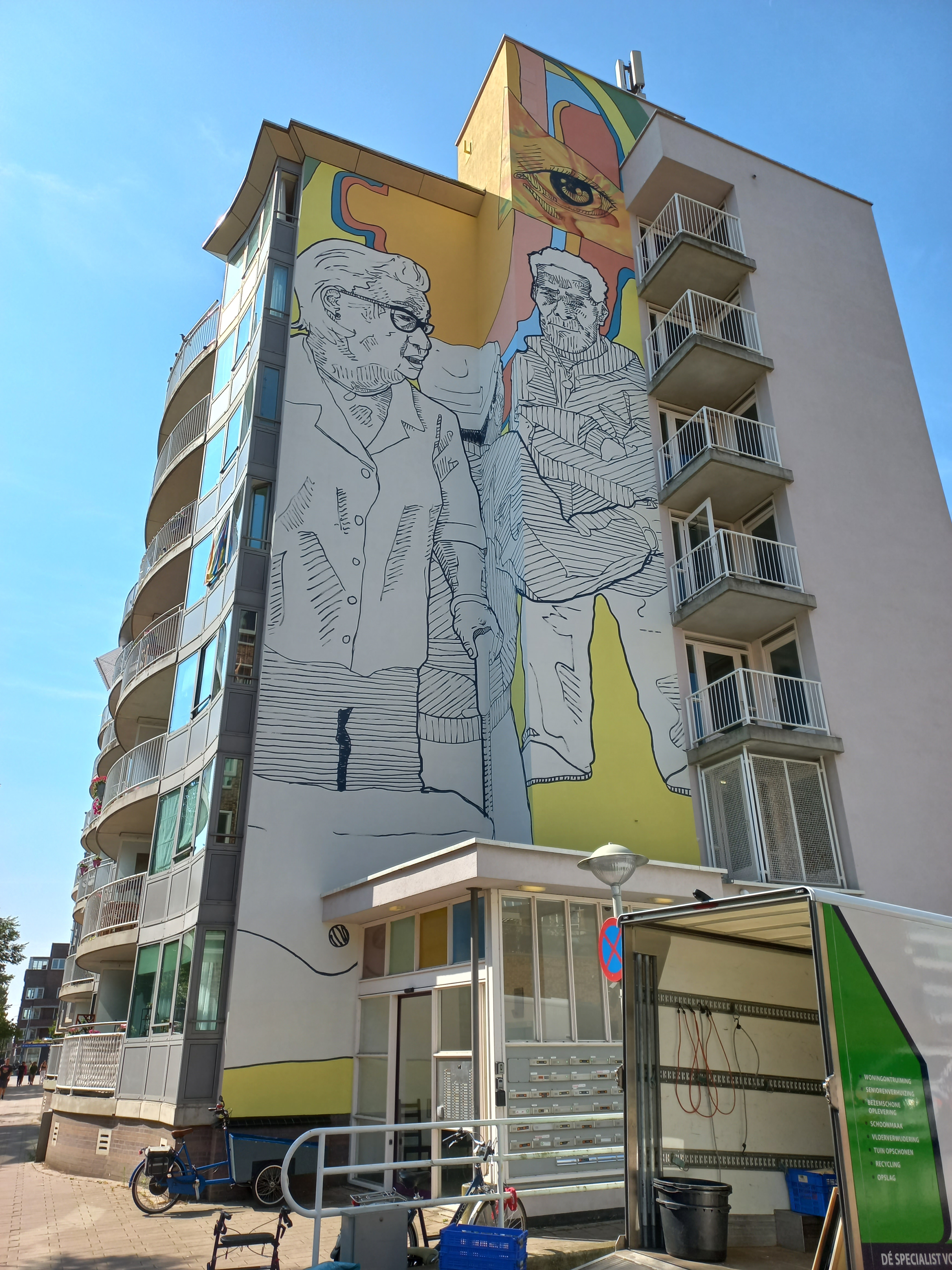
Samen bij De Boeg